# Ставрос (Драма)
Ставрос (грч. Σταυρός) је насељено место у општини Просечен у периферији Источна Македонија и Тракија, Грчка. Према попису из 2021. године било је 136 становника.
Ставрос је подигнут шездесетих година 20. века. Населили су га мештани села Плевна и први пут се помиње на попису из 1971. године, када је имало 48 становника.